# Wilhelmplatz
Wilhelmplatz var tidligere en plads i "Mitte" distriktet i Berlin på hjørnet af Wilhelmstrasse og Voßstraße. Pladsen gav også navn til en station på U-banen. Den er senere blevet omdøbt til "Mohrenstraße". En række prominente bygninger blev opført omkring pladsen herunder det gamle rigskancelli (tidligere Palais Schulenburg), finansministeret og det store hotel Kaiserhof fra 1875. 
Pladsen blev oprindelig anlagt efter 1721 som en del af Friedrichstadt udvidelsen og fik navnet Wilhelmplatz i 1749, efter King Frederik Wilhelm 1. af Preussen. Den første bygning, der blev opført var Ordenspalais fra 1737, der lå på nordsiden og var sæde for Johanniterordenen. På den anden side af Wilhelmstraße på vestsiden blev Palais Schulenburg bygget i 1739. Efter afslutningen på Syvårskrigen blev pladsen efter 1769 udsmykket med marmorstatuer af feltherrerne Kurt Christoph Graf von Schwerin, Hans Karl von Winterfeldt, Friedrich Wilhelm von Seydlitz (af Jean-Pierre-Antoine Tassaert, 1781), James Francis Edward Keith og Hans Joachim von Zieten (af Johann Gottfried Schadow). I 1857 blev statuerne udskiftet med bronzekopier udført af August Kiss. Originalerne kan ses på Bodemuseum.
I 1796 købte fyrst Anton Radziwiłł Palais Schulenburg. Det blev besat af kejserlige tropper fra Frankrig i 1806 og var midlertidigt hovedkvarter for Napoleons bykommandant. Radziwiłł holdt en berømt salon her, og som en stor beundrer af Johann Wolfgang von Goethe, lod han den 24. maj 1820 sit hjem danne ramme om en af de første opførelser af Faust. Efter deres bryllup i 1811 boede Achim og Bettina von Arnim indtil 1814 i nabohuset Palais Voss. Fra 1826 blev Wilhelmplatz ombygget af Karl Friedrich Schinkel, som også tilføjede Schadows statue af Leopold 1. af Anhalt-Dessau, mens Ordenspalais blev ombygget i neoklassicistisk stil af Friedrich August Stüler som residens for Prins Karl af Preussen. 
I 1869 købte Kongeriget Preussen fyrst Radziwiłłs palæ på Otto von Bismarcks foranledning. Bygningen blev betalt med krigsskadeserstatninger betalt af Frankrig efter den Fransk-preussiske krig og blev indviet som kancelli for det nye Tyske Kejserrige ved Berlinerkongressen i 1878.
Under nazitiden blev Ordenspalais sæde for Propagandaministeriet, og Adolf Hitler gav Albert Speer til opgave at bygget et nyt kancelli overfor pladsen. Bygningerne omkring pladsen blev alle stærkt beskadigede under bombardementerne i 2. Verdenskrig og blev revet ned. Den 18. august 1950 blev Wilhelmplatz omdøbt af de Østberlinske myndigheder til Thälmannplatz, efter Ernst Thälmann. I 1980'erne blev der bygget boligejendomme over pladsen. 